# メガ・ベスト〜我流全集〜
『メガ・ベスト〜我流全集〜 』（メガ・ベスト・がりゅうぜんしゅう）は、MEGARYUのベストアルバム。

## 解説
- 初のベストアルバム。ディスク2枚組、全32曲収録。

## 収録曲
特記除く 全作詞・作曲:MEGA HORN・RYU REX、全編曲:M.Kamishiro

### Disc 01 -心-
1. ETERNAL LOVE (4:24)
編曲:NAHKI
2. MY LIFE (5:00)
3. 夜空に咲く花 (4:03)
4. DEAR (4:42)
5. ひとりじゃない (4:51)
編曲:Susumu Okuda
6. Day by Day (4:20)
7. I miss you (4:34)
8. ROOTS (4:58)
編曲:NAHKI・Jerry Harris
9. STAR (5:26)
編曲:Susumu Okuda
10. 友よ (4:10)
11. 泣かないで (4:10)
12. もう一度あなたに会えたなら (4:35)
編曲:Koma2 Kaz
13. 各駅停車~Step By Step 自分らしく~ (4:33)
編曲:Koma2 Kaz
14. ハナコトバ (4:08)
編曲:Susumu Okuda
15. MUSIC IS THE HERO (5:02)

### Disc 02 -体-
1. スラッガー (4:00)
2. アゲアゲハリケーン (3:52)
3. 夢のかけら (4:47)
4. SUNSHINE (4:01)
5. 着火メン (4:00)
6. 全震全霊 (4:13)
7. まっかっか (4:08)
8. I・N・G (4:10)
9. 最強プレイス~今こそ築け~ (4:14)
編曲:Susumu Okuda
10. 電光石火のごとく (4:05)
11. イナズマ (4:12)
12. 本気っスカ! (3:34)
編曲:Susumu Okuda
13. ファンタスティック ミュージック (3:46)
編曲:Susumu Okuda
14. 無敵艦隊 (3:33)
編曲:Susumu Okuda
15. オドレナリン (3:43)
16. メロディーのようなLIFE feat.Metis (4:40)
作詞・作曲:MEGA HORN・RYU REX・Metis
17. LOVE A LOVE feat.SEAMO (4:02)
作詞・作曲:MEGA HORN・RYU REX・SEAMO